# Cratere Ban
Ban è un cratere sulla superficie di Mimas.